# Hemiphractidae
Famille
Synonymes
- Amphignathodontidae Boulenger, 1882
- Gastrothecidae Noble, 1927

Les Hemiphractidae sont une famille d'amphibiens. Elle a été créée par Wilhelm Peters (1815-1883) en 1862.

## Répartition
Les espèces des six genres de cette famille se rencontrent en Amérique du Sud et en Amérique centrale.

## Liste des genres
Selon Amphibian Species of the World (10 juin 2017) :
- sous-famille Cryptobatrachinae Frost, Grant, Faivovich, Bain, Haas, Haddad, de Sá, Channing, Wilkinson, Donnellan, Raxworthy, Campbell, Blotto, Moler, Drewes, Nussbaum, Lynch, Green & Wheeler, 2006
  - genre Cryptobatrachus Ruthven, 1916
  - genre Flectonotus Miranda-Ribeiro, 1926
- sous-famille Hemiphractinae Peters, 1862
  - genre Fritziana Mello-Leitão, 1937
  - genre Gastrotheca Fitzinger, 1843
  - genre Hemiphractus Wagler, 1828
  - genre Stefania Rivero, 1968

## Taxinomie
Elle a été scindée en trois : Hemiphractidae s.s. (Hemiphractus), Cryptobatrachidae (Cryptobatrachus et Stefania) et Amphignathodontidae (Flectonotus et Gastrotheca) par Frost et al. en 2006 puis réunifiée par Guayasamin et al. en 2008 avant d'être redécoupée en deux sous-familles par Castroviejo-Fisher et al. en 2015 .

## Publication originale
- Peters, 1862 : Über die Batrachier-Gattung Hemiphractus. Monatsberichte der Königlichen Preussischen Akademie der Wissenschaften zu Berlin, vol. 1862, p. 144-152 (texte intégral).